# Karasin (rejon kamieński)
Karasin (ukr. Карасин) – wieś na Ukrainie w rejonie kamieńskim obwodu wołyńskiego.

## Historia
Pod koniec XIX w. wieś w gminie Soszyczno, w powiecie kowelskim.